# Cameron Girdlestone
Cameron Girdlestone (født 29. april 1988 i Sydney) er en australsk roer.
Girdlestone har i stort set hele sin seniorkarriere roet i den australske dobbeltfirer. Ved VM i 1975 var han med til at vinde sølv. Ved OL 2016 i Rio de Janeiro stillede han op i dobbeltfireren sammen med Karsten Forsterling, Alexander Belonogoff og James McRae. De vandt deres indledende heat, men måtte i finalen se Tyskland vinde guld, mere end et sekund foran australierne på sølvpladsen, mens Estland tog bronzemedaljerne.

## OL-medaljer
- 2016:  Sølv i dobbeltfirer
- 2020:  Bronze i dobbeltfirer